# Dünenfeld nordöstlich von Gräfenneuses
Dünenfeld nordöstlich von Gräfenneuses (offiziell Dünenfeld NE von Gräfenneuses, auch Dünen bei Gräfenneuses) ist ein Geotop in der Gemarkung des Geiselwinder Gemeindeteils Gräfenneuses im unterfränkischen Landkreis Kitzingen.

## Geografische Lage
Das Dünenfeld ist nordöstlich von Gräfenneuses am sogenannten Sandberg zu finden. Nördlich des Geotops verläuft die Kreisstraße KT 48 zwischen Gräfenneuses und Ebersbrunn. Das Gebiet wird vom lokalen Wanderweg G1 durchquert und größtenteils forstwirtschaftlich genutzt. Das Geotop nimmt eine Fläche von insgesamt 21 Hektar ein.

## Beschreibung
Die Dünen im Wald von Gräfenneuses sind bereits Teil des Steigerwaldes. Sie sind die am weitesten im Osten gelegenen Sanddünen im Landkreis Kitzingen, da sich alle anderen im Maintal abgesetzt haben. Es handelt sich um bis zu 15 m hohe und mehrere Meter breite Hauptwälle. Teilweise weisen sie einen scharfen Kamm auf und sind durch kleinere Tälchen voneinander getrennt. Zentral ist eine V-förmige Doppeldüne zu erkennen, die sich mehrfach nach Nordost wendet. Es sind keine Sandaufschlüsse erkennbar.
Die Sandkörner entstammen den Gesteinen im Maintal und wurden vom Fluss rundgeschliffen. Anschließend lagerten sie sich unweit des heutigen Volkach ab, wurden vom Wind verblasen und im Steigerwald aufgeweht. Teilweise entstammen die Sande auch dem Fichtelgebirge. Das Bayerische Landesamt für Umwelt ordnet das Dünenfeld als Geotop mit der Nummer 675R006 ein.